# Platyzosteria scabra
Platyzosteria scabra es una especie de cucaracha terrestre del género Platyzosteria, tribu Polyzosteriini, subfamilia Polyzosteriinae. Fue descrita científicamente por Brunner von Wattenwyl en 1865.

## Distribución
Se distribuye por Oceanía: Australia (Nueva Gales del Sur).